# Bilion
Bilion, též bilión (1 000 000 000 000) je přirozené číslo rovné milionu milionů, tedy tisíci miliard. Ve vědeckém zápisu čísel se značí 1012.
V metrickém systému se používá pro násobky bilionu řecká předpona „tera-“ (řecky τέρας, téras – kolos, div, netvor) a pro biliontiny předpona „piko-“ (z italského piccolo – malý).
V zemích, kde se používá krátká škála (především ve většině anglicky mluvících zemí), se toto číslo nazývá trillion, přičemž billion zde znamená 109, tedy naši miliardu.

## Historie
Slovo vzniklo sloučením latinské předpony bi- (dvojitý) a slova milion používané raně novověkými francouzskými matematiky. Poprvé je zaznamenáno v podobě bymillion ve spise Pojednání o aritmetice (Traité d'arithmétique) napsaném roku 1475 Jehanem Adamem, matematikem ve službách francouzského dvora. V dobovém pravopisu „byllion“ pojem použil Nicolas Chuquet ve svém nevydaném spisu z roku 1484 a rozšířilo se díky převzetí jeho systému názvosloví pro násobky miliónu do učebnice aritmetiky, kterou roku 1520 vydal Estienne de La Roche.
V 17. století, kdy francouzští matematici zaváděli oddělování řádů po třech číslicích, tedy po tisících místo po milionech dle Chuqueta, došlo k úpravě názevosloví a bilion označoval tisíc milionů. Tím vzniknul dvojí systém názvosloví nazývaný krátká a dlouhá škála. V Evropě převažoval původní význam bilionu, zatímco ve Francii a USA se ujala krátká škála. Devátá Generální konference pro míry a váhy v roce 1948 zavedla používání dlouhé škály, tedy definice bilionu jako milion milionů. Francie pak přešla na užívání dlouhé škály, zatímco Velká Británie a další anglofonní země naopak převzaly v průběhu 2. poloviny 20. století americký systém s bilionem o tisíci milionů.

## Použití
- Lidské tělo obsahuje zhruba 10 bilionů vlastních buněk a 100 bilionů buněk celkem, včetně bakterií a dalších mikroorganismů.[2]
- Státní dluh ČR v únoru 2019 činil přibližně 1,684 bilionu korun.
- Jeden z nejvýkonnějších českých počítačů Amálka zvládne 6,38 biliony operací za sekundu (6,38 teraFLOPS).
- Jednotka vzdálenosti ve vesmíru, světelný rok, je roven 9 460 000 000 000 km (necelých 9,5 bilionu km). Je to vzdálenost, kterou světlo urazí kosmickým prostorem za jeden rok rychlostí 299 792,458 km/s.